# 内海正人
内海 正人 (うつみ まさと、1964年 - )は、社会保険労務士、人事コンサルタントである。日本中央社会保険労務士事務所代表。株式会社日本中央会計事務所取締役。

## 人物
武蔵大学卒。総合商社の金融部子会社にて法人営業、融資業務、債権回収業務を行う。その後、人事コンサルティング会社を経て、株式会社船井財産コンサルタンツにて人事コンサルタント、経営コンサルタントとして、コンサルティング業務を行う。
2003年に日本中央会計事務所に合流。日本中央社会保険労務士事務所代表　現在に至る。
退職金や人事コンサルティング及びセミナーを業務の中心として展開。

## 著作
- 「今すぐ売上・利益を上げる、上手な人の採り方・辞めさせ方」（クロスメディア・パブリッシング）
- 「『使えない部下』はチームを伸ばす」（インフォトップ出版）
- 「仕事と組織は、マニュアルで動かそう」（クロスメディア・パブリッシング）
- 「仕事は部下に任せよう！」（クロスメディア・パブリッシング）
- 「社労士絶対成功の開業術・営業術」（インデックス・コミュニケーションズ）